# Villa Petschek
Ne doit pas être confondu avec Palais Petschek.
La villa Petschek est une demeure grandiose construite par Otto Petschek au début des années 1920 à Prague. Depuis 1945, elle est la résidence des ambassadeurs des Etats-Unis, d'abord en Tchécoslovaquie puis, maintenant, en République tchèque. 

## Histoire
La maison a été construite par Otto Petschek, membre d'une famille juive de langue allemande, ayant des intérêts financiers dans les mines de charbon et les banques. La famille Petschek a quitté Prague en 1938, craignant les confiscations par l'Allemagne nazie, pour Londres puis elle a immigré aux États-Unis.  
Pendant l'occupation allemande de la Tchécoslovaquie, la villa devint la résidence du général Rudolf Toussaint, commandant de l'armée allemande occupant les terres tchèques. À la fin de la Seconde Guerre mondiale, l'armée soviétique occupa la résidence pendant plusieurs jours, après quoi elle devint le quartier général de l'état-major tchécoslovaque.  
En 1945, Laurence Steinhardt, ambassadeur des États-Unis, loua la résidence au ministère tchécoslovaque de la Défense nationale, elle devint alors la résidence des ambassadeurs américains. En 1948, le gouvernement américain a acheté la villa et les bâtiments adjacents, qui servent maintenant de maison au Chef de Mission adjoint, pour 1 570 000 dollars.  

## Architecture
La villa a été conçue par l'architecte Max Spielmann et construite par l'entreprise de construction Matěj Blecha entre 1924 et 1930. 

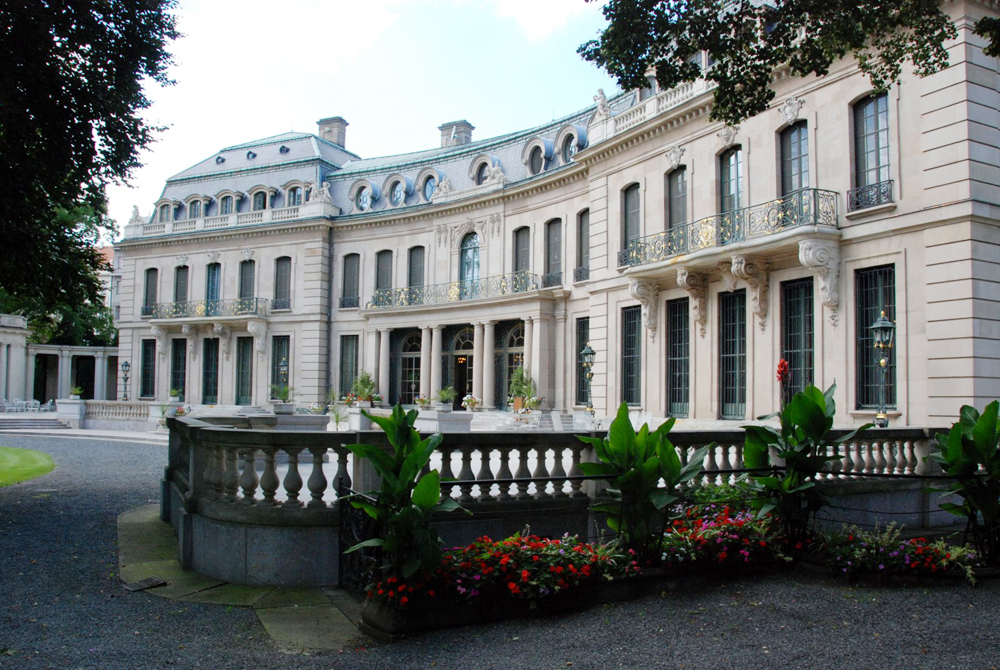
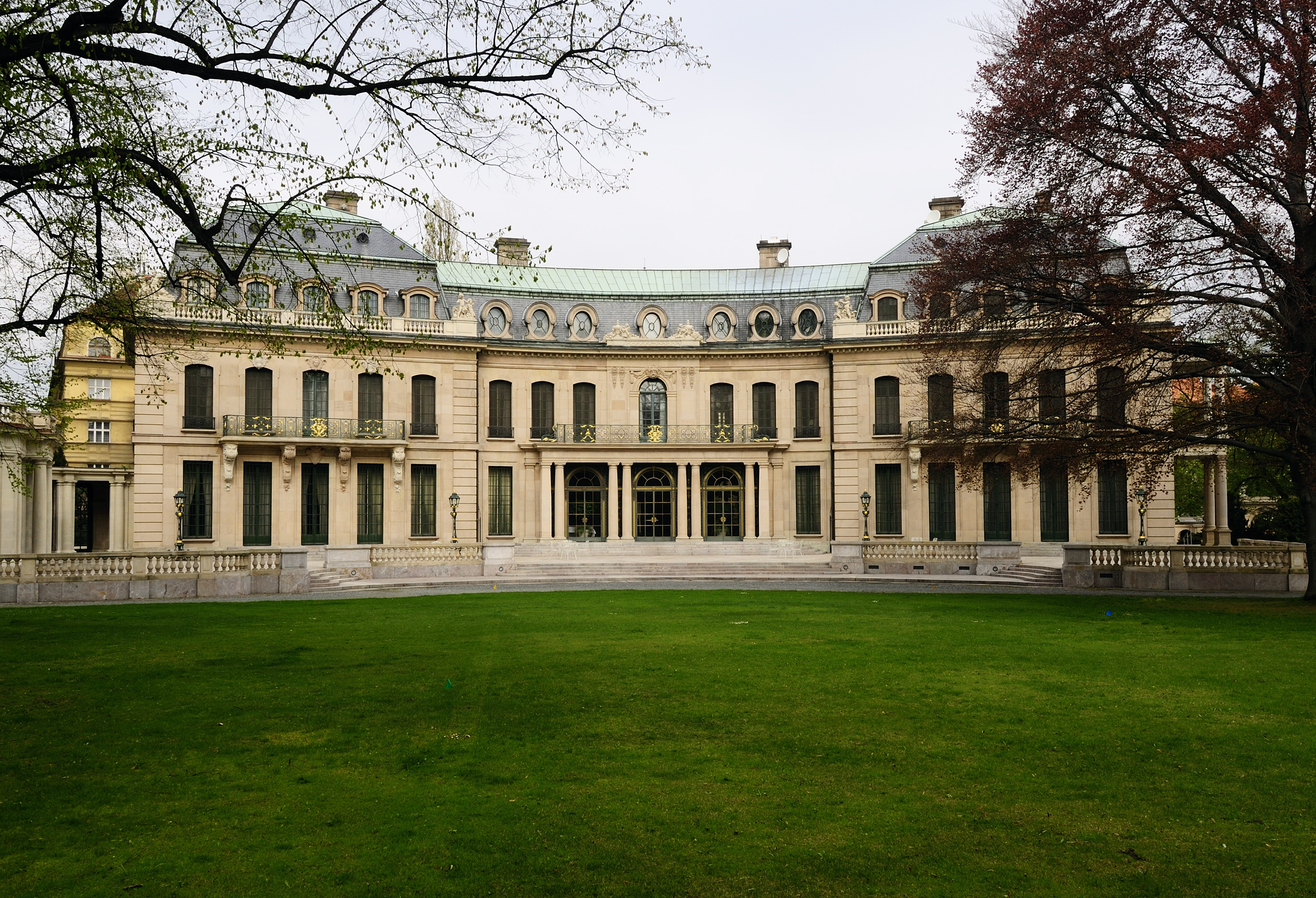
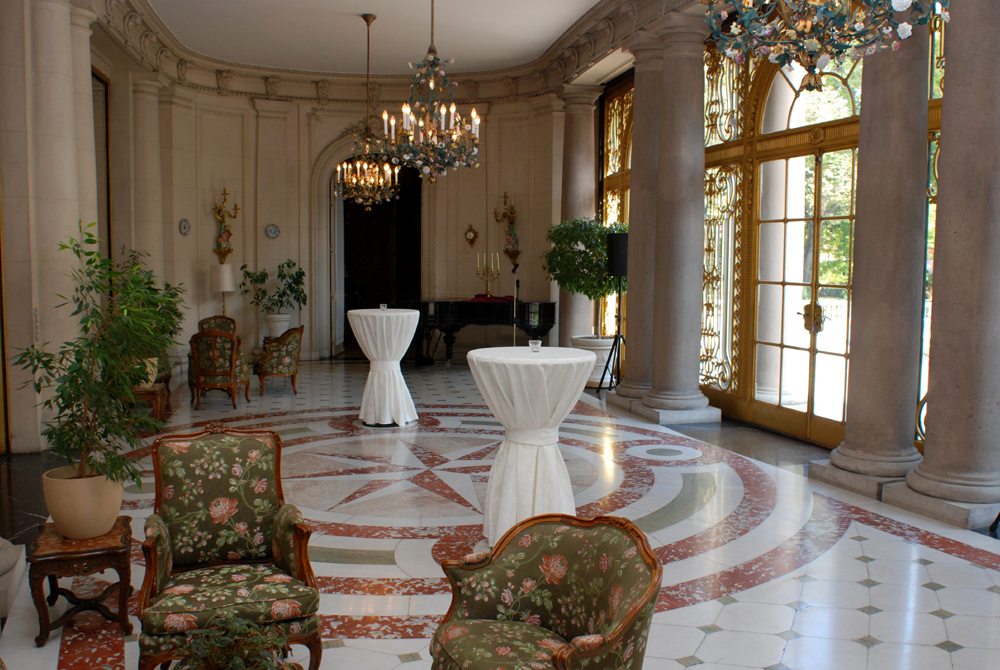
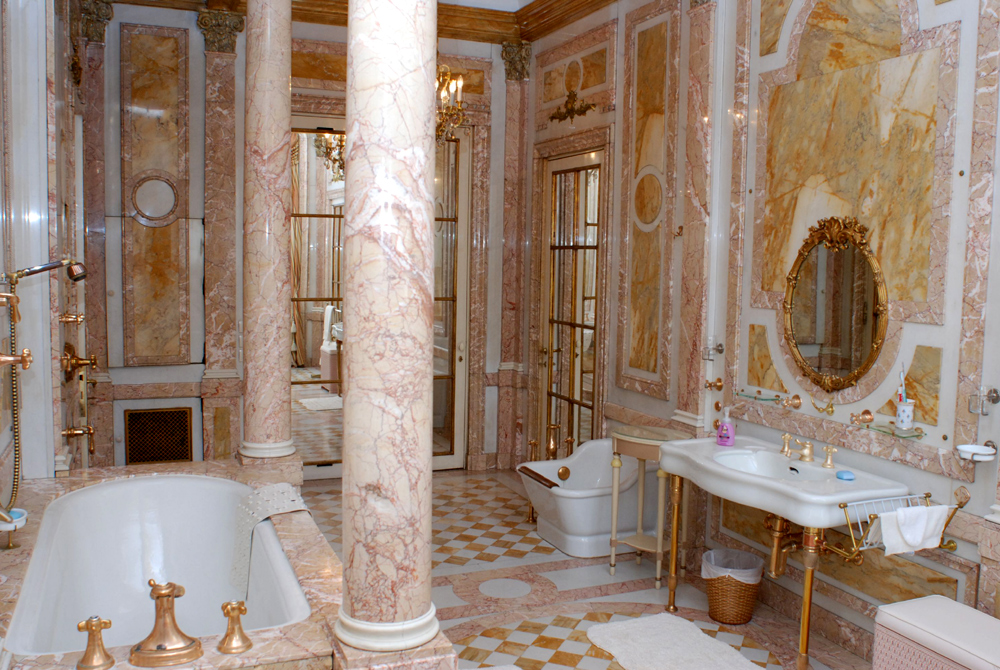

## Le dernier palais
En 2018, Norman L. Eisen, ambassadeur des États-Unis d'Amérique auprès de la République tchèque sous l'administration Obama, a publié une histoire de la Villa, Le dernier palais: le siècle tumultueux de l'Europe en cinq vies et une maison légendaire. 